# Enea (Film)
Enea ist ein italienischer Spielfilm von Pietro Castellitto aus dem Jahr 2023. Premiere war am 5. September 2023 im Rahmen der Internationalen Filmfestspiele von Venedig, wo der Film in den Wettbewerb um den Goldenen Löwen lief.

## Handlung
Enea ist der Sohn eines Psychoanalytikers und einer Fernsehmoderatorin, dem 30-jährigen aus Rom hat es in seinem Leben nie an etwas gefehlt. Seine Zeit vertreibt er sich unter anderem mit Tennisstunden, Partys und dem Dealen von Kokain gemeinsam mit seinem besten Freund, dem Piloten Valentino.
Eines Tages wird sein Chef, für den er das Kokain verkauft, ermordet. In der Folge landet ein großer Geldbetrag, hinter dem auch eine Drogenbande her ist, bei Enea und Valentino und die beiden geraten in einen Bandenkrieg.

## Produktion und Hintergrund
Produziert wurde der Film von der italienischen The Apartment Pictures, einem Tochterunternehmen der Fremantle Gruppe, in Zusammenarbeit mit der Frenesy Film Company und Giovane Film. Als Produzenten fungierten Lorenzo Mieli (The Apartment Pictures) und Luca Guadagnino (Frenesy), den Vertrieb übernahm Vision Distribution.
Die Kamera führte Radek Ladczuk, die Montage verantwortete Gianluca Scarpa und das Casting Francesco Vedovati. Das Kostümbild gestaltete Andrea Cavalletto.
Nach I predatori handelt es sich um den zweiten Langspielfilm von Pietro Castellitto, der mit seinem ersten Spielfilm bei den Filmfestspielen von Venedig 2020 in der Sektion Orizzonti mit dem Preis für das beste Drehbuch sowie dem David di Donatello 2021 als bester Nachwuchsregisseur ausgezeichnet wurde.

## Veröffentlichung
Premiere war am 5. September 2023 im Rahmen der Internationalen Filmfestspiele von Venedig, wo der Film in den Wettbewerb um den Goldenen Löwen lief. Beim Zurich Film Festival 2023 wurde der Film in den Spielfilm Wettbewerb eingeladen. Am Filmfest München soll der Film am 4. Juli 2024 in der Reihe Spotlight gezeigt werden.

## Rezeption
Simon Eberhard bezeichnete den Film auf outnow.ch als „nicht sehr bekömmliche Mischung zwischen Gangsterballade und Komödie“, die trotz einiger visueller Ideen insgesamt leer wirke. Die Geschichte komme nicht in Fahrt und verliere sich zuweilen vollständig in wenig interessanten Nebenhandlungen mit unsympathischen Charakteren.

## Auszeichnungen und Nominierungen
Internationale Filmfestspiele von Venedig 2023
- Nominierung für den Wettbewerb um den Goldenen Löwen[2]

Nastro d’Argento 2024
- Nominierung in der Kategorie Beste Regie (Pietro Castellitto)[10]
- Nominierung in der Kategorie Bestes Drehbuch (Pietro Castellitto)
- Nominierung in der Kategorie Bester Nebendarsteller (Sergio Castellitto)
- Nominierung in der Kategorie Beste Nebendarstellerin (Chiara Noschese)
- Nominierung in der Kategorie Bester Szenenbild (Massimiliano Nocente)
- Auszeichnung in der Kategorie Bestes Casting (Francesco Vedovati)[11]
- Nominierung in der Kategorie Beste Filmmusik (Niccolò Contessa)